# Montejícar
Montejícar es una localidad y municipio español situado en la parte septentrional de la comarca de Los Montes, en la provincia de Granada, comunidad autónoma de Andalucía. Limita con los municipios granadinos de Campotéjar, Domingo Pérez de Granada y Guadahortuna, y con los municipios jienenses de Huelma, Cambil y Noalejo. Cuenta con una población de 2020 habitantes (INE 2024). Por su término discurre el río Guadahortuna.
El municipio montejiqueño comprende únicamente el núcleo de población de Montejícar —capital municipal—, así como los diseminados de Camargo y Manzano, entre otros.

## Toponimia
El origen del topónimo "Mons Sacir" («Montesacro») es de origen latino y significa «monte sagrado». En textos históricos también se puede encontrar con la grafía Montegícar y Montexícar.
Hay alusiones a Montesacro en los textos de Ibn Hayyan que no se corresponden al actual Montejícar, sino a una población desaparecida cerca de la Abadía del Sacromonte granadino. También hay alusiones al término la Torre de Montíjar, propiedad de Juana de Ponthieu, localidad que corresponde, sin embargo, a la actual La Guardia.

## Símbolos
Montejícar cuenta con un escudo y bandera adoptados oficialmente el 6 de marzo de 2007.

### Escudo
Su descripción heráldica es la siguiente:

Escudo cuartelado en cruz. Primero, de sinople (verde), castillo de plata (blanco) mazonado de sable (negro) y aclarado de sinople. Segundo, de plata, alabarda de Montejícar de gules (rojo). Tercero, de plata, olivo arrancado de sinople. Cuarto, de azur (azul), ermita de plata mazonada de sable y aclarada de azur. Al timbre, corona real cerrada.

### Bandera
La enseña del municipio tiene la siguiente descripción:

Bandera rectangular de proporciones 2:3, formada por un triángulo blanco con un olivo verde arrancado, que tiene sus vértices en los extremos superiores y en el punto medio inferior, siendo el triángulo del asta amarillo y rojo el del batiente.

## Historia
Los primeros testimonios refieren a la época argárica por el hallazgo de alabardas en el cerro del Castillo. En el cerro de los Allozos hubo un asentamiento íbero del tipo oppidum durante la Edad de Bronce (siglos VII-II a. C.) sin continuidad en la época romana tras las Guerras púnicas.
Durante el s. I a. C., en el periodo romano, Montejícar se encuentra lejos de los núcleos más importantes pero cuenta con relativo acceso a una calzada romana que conectaba Cástulo con Cartago Nova por Acci.
A partir del siglo X Montejícar es un núcleo del tipo hisn, un pequeño lugar fortificado de población escasa. Entre los periodos de la Reconquista de Fernando III en 1252 y la Guerra de Granada de 1481 el castillo tiene cierta importancia pues se encuentra en el espacio oscilante de la línea fronteriza noreste en el que el reino nazarí se aprovechaba de las rivalidades feudales entre los nobles castellanos. En 1485 la totalidad de la línea defensiva granadina cayó tras la toma de los castillos de Alhabar y Cambil por los Reyes Católicos y Montejícar fue tomada en 1486. Los castellanos se instalaron en los mismos núcleos que abandonan los pobladores musulmanes.
En 1526 los campos montejiqueños se disponen para dehesas y pastos comunes por no ser aptas para el cereal de mayor rentabilidad. En este momento se integra en las Siete Villas, poblaciones del norte de Granada que surtían de cereal, ganado y madera a la ciudad, donde además se concentraba la propiedad de numerosas tierras. La zona de las Siete Villas se conforma al estilo castellano, con villas separadas entre sí y dependientes de Granada. Montejícar se conforma en torno a una calle principal y cuya actividad destacada es la agricultura y selvicultura.
A partir del siglo XX, al igual que el resto de poblaciones de Los Montes, se produce el abandono masivo del hábitat rural hacia Europa Central (Alemania, Francia, Suiza) y el resto de España (Elche, Puertollano, Barcelona, Tarragona, Lérida, Palma de Mallorca, Jaén, Granada, Almería) por la caída en la rentabilidad de las tierras de labor. La recesión se mitiga recientemente por la implantación de olivar.

## Geografía

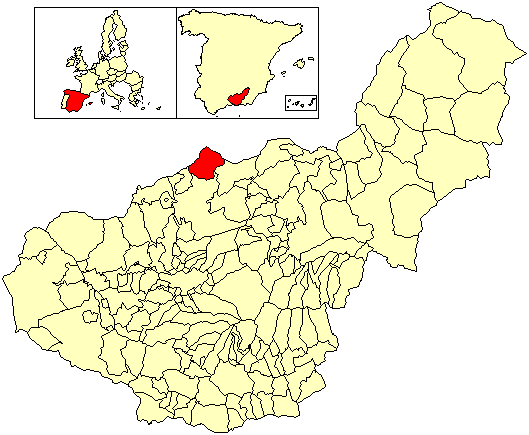
Extensión del municipio en la provincia de Granada

### Situación
Integrado en la comarca de Los Montes, se encuentra situado a 49 kilómetros de Jaén, a 58 de la capital provincial, a 159 de Almería y a 279 de Murcia. El término municipal está atravesado por la carretera GR-3100, que conecta la A-44 en Venta de la Nava con la JA-4204 dirección a Huelma.
| Noroeste: Noalejo (J)                           | Norte: Noalejo (J), Cambil (J) y Huelma (J) | Nordeste: Huelma (J)              |
| Oeste: Noalejo (J)                              |                                             | Este: Huelma (J) y Guadahortuna   |
| Suroeste: Campotéjar y Domingo Pérez de Granada | Sur: Domingo Pérez de Granada               | Sureste: Domingo Pérez de Granada |

### Orografía
El pico Alta Coloma de 1696 m s. n. m. en la sierra de Lucena es la mayor altura de Los Montes.

## Demografía
Montejícar cuenta con una población de 2020 habitantes (INE 2024), que se distribuyen de la siguiente manera:
| Unidad poblacional | Hab. |
| ------------------ | ---- |
| Montejícar         | 2020 |
| diseminado         | 19   |
| TOTAL              | 2039 |

### Evolución de la población
| Gráfica de evolución demográfica de Montejícar entre 1842 y 2021                                                    |
| |
| Población de derecho según los censos de población del INE Población de hecho según los censos de población del INE |

## Economía
Destaca el sector primario en generación de riqueza y puestos de trabajo. Se encuentra dentro de la zona de la Denominación de Origen Protegida Los Montes. Dentro de las cooperativas adscritas en toda el extensa área que comprende destaca la SCA Virgen de la Cabeza de Montejícar.

### Evolución de la deuda viva municipal
| Gráfica de evolución de la deuda viva del Ayuntamiento de Montejícar entre 2008 y 2019                                |
| |
| Deuda viva del Ayuntamiento de Montejícar en miles de euros según datos del Ministerio de Hacienda y Función Pública. |

## Administración y política
Los resultados en Montejícar de las últimas elecciones municipales, celebradas en mayo de 2023, son:
| Elecciones Municipales - Montejícar (2023) | Elecciones Municipales - Montejícar (2023)    | Elecciones Municipales - Montejícar (2023) | Elecciones Municipales - Montejícar (2023) | Elecciones Municipales - Montejícar (2023) |
| Partido político                           | Partido político                              | Votos                                      | Votos                                      | Concejales                                 |
| ------------------------------------------ | --------------------------------------------- | ------------------------------------------ | ------------------------------------------ | ------------------------------------------ |
|                                            | Partido Socialista Obrero Español (PSOE)      | 564                                        | 47,67 %                                    | 6                                          |
|                                            | Partido Popular (PP)                          | 346                                        | 29,24 %                                    | 3                                          |
|                                            | Izquierda Unida Para la Gente (PARA LA GENTE) | 268                                        | 22,65 %                                    | 2                                          |

### Alcaldes
| Legislatura | Nombre                                                                     | Grupo |
| ----------- | -------------------------------------------------------------------------- | ----- |
| 1979-1983   | Manuel Valle Domingo (1979-1981) Francisco Santiago Castarnado (1981-1983) | PSOE  |
| 1983-1987   | Rafael Valdivia Esteban                                                    | PSOE  |
| 1987-1991   | Francisco Santiago Castarnado                                              | PSOE  |
| 1991-1995   | Juan Barrera Juguera                                                       | PSOE  |
| 1995-1999   | María Milagrosa Barrera Vico                                               | PSOE  |
| 1999-2003   | Manuel Ramos Salcedo                                                       | PSOE  |
| 2003-2007   | Manuel Ramos Salcedo                                                       | PSOE  |
| 2007-2011   | María Remedios Moraleda Santiago                                           | PSOE  |
| 2011-2015   | María Remedios Moraleda Santiago                                           | PSOE  |
| 2015-2019   | Francisco Javier Jiménez Árbol                                             | PSOE  |
| 2019-2023   | Francisco Javier Jiménez Árbol                                             | PSOE  |
| 2023-act.   | Francisco Javier Jiménez Árbol                                             | PSOE  |

## Comunicaciones

### Carreteras
Las principales vías de comunicación que transcurren por el municipio son:
| Identificador | Denominación                       | Itinerario                           |
| ------------- | ---------------------------------- | ------------------------------------ |
| GR-3100       | De A-44 a L.P. Jaén por Montejícar | Venta de la Nava - Montejícar/Huelma |
| GR-5100       | De Montejícar a Dehesas de Guadix  | Montejícar - Dehesas de Guadix       |
| JA-3205       | De Arbuniel a L.P. Granada         | Arbuniel - GR-3100                   |

Algunas distancias entre Montejícar y otras ciudades:
| Ciudades | Distancia (km) |
| -------- | -------------- |
| Iznalloz | 25             |
| Jaén     | 49             |
| Granada  | 58             |
| Almería  | 159            |
| Murcia   | 279            |

## Servicios

### Sanidad
El municipio cuenta con un consultorio médico de atención primaria situado en la calle Hospital, n.º 1, dependiente del distrito sanitario Metropolitano de Granada. El servicio de urgencias está en el centro de salud de Iznalloz y el área hospitalaria de referencia es el Hospital Ruiz de Alda de Granada capital.

### Educación
Los centros educativos que hay en el municipio son:
| Denominación genérica                    | Nombre del centro       | Naturaleza | Dirección             |
| ---------------------------------------- | ----------------------- | ---------- | --------------------- |
| Colegio de educación infantil y primaria | CEIP San Andrés         | Público    | Av. Guadahortuna, s/n |
| Escuela infantil                         | EI Elena Martín Vivaldi | Público    | Av. Guadahortuna, 11  |
| Instituto de educación secundaria        | IES Montejícar          | Público    | C/ Lepanto, s/n       |

## Cultura

### Patrimonio material
Destacan los siguientes: el castillo de Montejícar declarado Bien de Interés Cultural, la ermita de la Virgen de la Cabeza, el yacimiento del cerro de los Allozos, la iglesia parroquial de San Andrés y las Eras Altas.

#### Castillo de Montejícar
Bien de interés Cultural desde 1985. Se puede visitar por un acceso desde la ladera este. Data del siglo VIII, sobre un poblado ibérico de la Edad de Bronce, con varias fases constructivas y superposición de periodos de ocupación. Fue abandonado tras la toma de Montejícar en 1486. Tiene una superficie de 800 m y consta de varios recintos. Perduran dos torreones de mampostería y trozos de muro. En 2016 se realizan excavaciones del Ministerio de Fomento y el ayuntamiento de Montejícar. Se retiraron elementos que afectaban al yacimiento y se realizaron los hallazgos de una muralla norte de hasta tres metros de altura, el enlucido de la muralla con mortero de cal, habitaciones uso militar y proyectiles de artillería y objetos época nazarí. Además, en la torre sur que es hueca y consta de varias plantas se encontró una tinaja con decoración. En la pendiente de la ladera se ha encontrado cerámica iberoromana y medieval. Además se ha localizado una muralla junto al río Guadahortuna, antes de la entrada a Montejícar, que puede ser parte del muro que rodeara la población.
El castillo de Montejícar está en la lista roja del patrimonio español por los daños producidos por el expolio y por los daños al yacimiento por la construcción del acceso visitable al castillo.

#### Iglesia de San Andrés

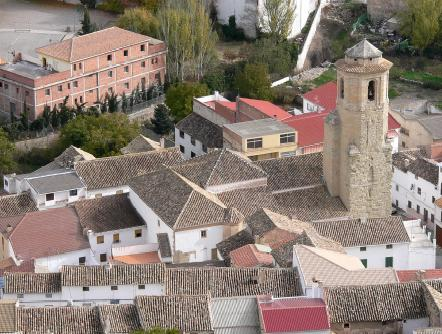
Iglesia de San Andrés

Del siglo XVI, obras posteriores del siglo XVII y construida sobre la mezquita primitiva. Consta de una torre campanario de 35 m. Destaca la pila de jaspe con dos cabezas de león y el escudo del arzobispo de Granada Juan Méndez de Salvatierra.

#### Ermita de la Virgen de la Cabeza
El origen de la devoción se encuentra en la leyenda de una aparición mariana en el siglo XVI. La ermita primitiva data de principios del siglo XVII y la ocupa el recinto del actual camarín, con puertas del siglo XVII con pinturas de San Pedro y San Pablo. El edificio posee una estructura anárquica, con superposición de ampliaciones. La talla de Nuestra Señora de la Virgen de la Cabeza es de madera policromada de 70 cm, vestida con túnica y manto, restaurada tras daños en la guerra civil española. Las fiestas patronales tienen lugar en agosto.

#### Yacimiento del cerro de los Allozos
Se trata del yacimiento íbero de un oppidum que se estima fue importante pero es poco conocido. Se han hallado, además de piezas cerámicas de pithoi, alabardas (alabardas tipo Montejícar), fíbulas de tipo ad occhio (en bronce) y un valioso plomo con escrito en íbero. Su hallazgo fue casual y debido a las labores agrícolas para la plantación de allozos.

### Patrimonio mueble
La obra de Menéndez Pidal Poesía popular y Romancero III recoge el romance Ya se salen de Jaén también conocido como Derrota de Montejícar. Los romances recogidos relatan varios sucesos en localidades fronterizas en 1410. Tratan de hechos aislados generalmente de poca importancia histórica pero con efectividad emocional para los juglares que los cantaban. El romance Derrota de Montejícar aparece, medio siglo después, dentro del romance Farsa del Obispo Don Gonzalo.

### Patrimonio inmaterial
La representación del Triunfo del Ave María de Garcilaso de la Vega dentro de las fiestas de Moros y Cristianos durante la celebración de las fiestas en honor a la Virgen de la Cabeza en agosto.